# ان‌تی‌تی دیتا

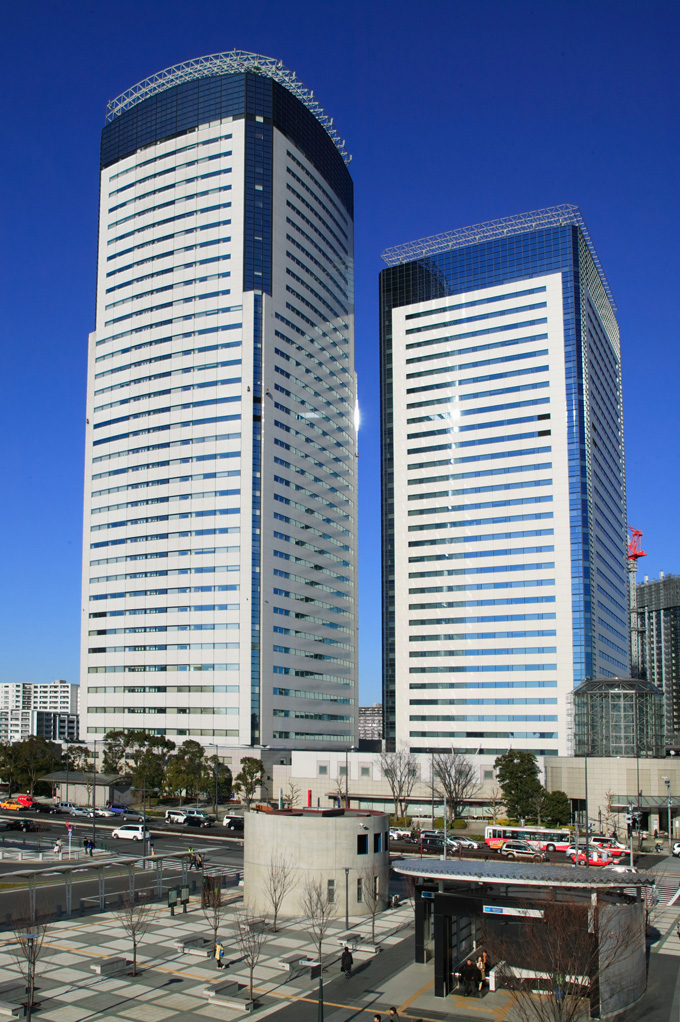
ساختمان دفتر مرکزی ان‌تی‌تی دیتا

ان‌تی‌تی دیتا (به ژاپنی: 株式会社エヌ・ティ・ティ・データ) شرکت فناوری اطلاعات ژاپنی است، که در زمینه ارائه خدمات مدیریت اطلاعات، برون‌سپاری، مشاور مدیریت، مشاوره فناوری اطلاعات و مشاوره اطلاعاتی به عنوان شرکت تابعهای از نیپون تلگراف اند تلفن فعالیت می‌کند.
شرکت در سال ۱۹۸۸ تأسیس شد و در سال ۲۰۱۲ در فهرست فوربز جهانی ۲۰۰۰ در رتبه پنجم از شرکت‌های خدمات فناوری اطلاعات جهان قرار گرفت.
دفتر مرکزی این شرکت در منطقه کوتو شهر توکیو قرار دارد و بخشی از سهام آن در بازار بورس توکیو معامله می‌شود.
مستر تراست بانک با ۳٫۷۹٪ درصد، نیپون تلگراف اند تلفن با ۵۴٫۱۹٪ درصد و ژاپن تراستی سرویس بانک با در اختیار داشتن ۴٫۴۴٪ درصد از سهام ان‌تی‌تی دیتا، بزرگترین سهام‌داران آن به‌شمار می‌آیند.